# Sandro Gorli
Sandro Gorli (né à Côme le 19 juin 1948) est un compositeur italien.

## Biographie
Sandro Gorli étudie au conservatoire de Milan avec Franco Donatoni. Il devient professeur de composition dans ce même établissement. Il fonde en 1977 le Divertimento Ensemble, consacré à la musique contemporaine, qu'il dirige régulièrement.

## Principales œuvres
- Me-Ti, 1975
- Chimera la luce, 1976
- On a delphic reed, 1980
- Il bambino perduto, 1981
- Requiem,  1989